# Таборище (Житомирская область)
Таборище (укр. Таборище) — село на Украине, находится в Радомышльском районе Житомирской области.
Код КОАТУУ — 1825084904. Население по переписи 2001 года составляет 66 человек. Почтовый индекс — 12200. Телефонный код — 4132. Занимает площадь 0,473 км².
Через село протекает река Белка.

## Адрес местного совета
12216, Житомирская область, Радомышльский р-н, с. Крымок, ул. Центральная, 1